# Рај, одмах!
„Рај, одмах!” је југословенски ТВ филм из 1985. године. Режирао га је Харис Пашовић а сценарио је написао Слободан Шнајдер

## Улоге
| Глумац          | Улога |
| --------------- | ----- |
| Жељко Хрс       |       |
| Предраг Лаковић |       |